# Gunther le Maire
Gunther le Maire (* 4. September 1940 in Rehau, Oberfranken; auch W. Gunther le Maire oder Walther Gunther le Maire, fälschlicherweise auch Günther le Maire) ist ein Kunstmaler, Kulturmanager und Publizist.

## Leben
Le Maire besuchte das Humanistische Gymnasium in Hof (Saale). 1964 schloss er an der Universität München mit dem Titel Diplom-Kaufmann ab. 1979 zog le Maire nach Immenstadt.
Während des Besuchs des Jean-Paul-Gymnasiums in Hof wurde le Maire durch seinen Kunsterzieher Max Escher, einen Expressionisten, gefördert. Als Siebzehnjähriger zeigte er erste Arbeiten in regionalen Ausstellungen. Nach dem Abitur entschied er sich zunächst für die Betriebswirtschaft, so dass seine künstlerische Laufbahn unterbrochen wurde. Erst nach seinem Umzug nach Immenstadt begann le Maire wieder zu malen. Sein Vorbild dort war Arnulf Heimhofer. Von 1994 bis 2001 war le Maire Vorsitzender des Berufsverbands Bildender Künstler.
Gunther le Maire lebt in Immenstadt.

## Stil
Le Maire versucht, Landschaften so wiederzugeben, wie sie sich ihm präsentieren. Verkehrsschilder, Baumaschinen oder Telegraphenmasten stören ihn dabei nicht. Seine Bilder sind in Öl gehalten, einige sind auch Aquarelle und Bleistiftzeichnungen. Er schuf auch Bilder in der sogenannten Plein-air-Malerei.

## Auszeichnungen
- 1959: 1. Preis (Bayern) im Lincoln Essay Contest für die Höheren Schulen
- 1998: Sonderpreis Grafik der 20. Ostallgäuer Kunstausstellung in Marktoberdorf
- 2001: Kunstförderpreis der Sparkasse Oberallgäu
- 2008: Johann-Georg-Grimm-Preis 2008 im Rahmen von Die Große Südliche 08
- 2010: Kulturpreis der Stadt Rehau[1]
- 2010: Kulturpreis des Landkreises Oberallgäu

## Sonstiges
Gunther le Maire befasst sich mit dem in Bühl am Alpsee geborenen Künstler Johann Georg Grimm.
Er schreibt regelmäßig die Kunstgeschichte(n) im Allgäuer Anzeigeblatt. Dies sind Porträts wichtiger Vertreter der Bildenden Kunst, die im Landkreis Oberallgäu, Kleinwalsertal und in Jungholz gewirkt haben. Bildende Künstler, die außerhalb der Region Karriere gemacht haben, ihre Wurzeln aber im südlichen Oberallgäu haben oder hier entscheidende Jahre verlebten, werden in der Kurzporträt-Serie Die Abgewanderten im Allgäuer Anzeigeblatt in loser Reihenfolge von le Maire porträtiert.
Le Maire war langjähriger Geschäftsführer der Kulturgemeinschaft Oberallgäu.

## Ausstellung „Die Südliche“
Die Südliche ist seit 2003 die Nachfolgeausstellung der Oberallgäuer Kunstausstellung, auf der jährlich Künstler des südlichen Oberallgäus ihre Arbeiten präsentieren können. Sie wurde u. a. von Gunther le Maire ins Leben gerufen. Für die Organisation und die Öffentlichkeitsarbeit zeichnet er verantwortlich. Er beteiligte sich an der Ausstellung in den Jahren 2003/2015.
Die Südliche findet seit 2003 als Jahresausstellung der bildenden Künstler des südlichen Oberallgäus (einschließlich Kleinwalsertal und Jungholz) statt. Sie wird von der Kulturgemeinschaft Oberallgäu e. V. in Zusammenarbeit mit den Städten Sonthofen, Immenstadt und der Marktgemeinde Oberstdorf, von den Künstlern selbst und dem Berufsverband Bildender Künstler (BBK) Schwaben-Süd e. V. getragen. Ein Gremium bestimmt, welche Künstler zur Südlichen eingeladen werden. Jeder dieser Künstler entscheidet juryfrei, mit welchen vier aktuellen Arbeiten er sich dem Publikum präsentieren will. Neben den Arbeiten der Künstler werden jedes Jahr Werke eines historischen Gastes präsentiert. Ferner werden auch im In- und Ausland lebende, aus dem Oberallgäu stammende Künstler eingeladen.
Die Veranstaltungsorte sind in Oberstdorf die Villa Jauss (2006, 2009, 2012, 2015), in Immenstadt das Museum Hofmühle (2003, 2004, 2007, 2010, 2014) und in Sonthofen die Markthalle (2005, 2008, 2011, 2013, 2016).

### Gäste
- 2005: Hermann Grosselfinger
- 2006: Friedrich Carl Rosen[7]
- 2007: Eduard Bechteler
- 2008: Georg Albert Dorschfeldt
- 2009: Walter Kalot
- 2010: Eugen Ludwig Hoess
- 2011: Johann Knirlberger (* 1863 in Neuburg v. Wald; † 1959 in Sonthofen)[8]
- 2012: Maximilian Schels (* 1889 in München; † 1935 in Erlangen)[9]
- 2013: Karl Ziegelmeier (* 1895; † 1945)[10]
- 2014: Nikolaus Drexel (* 1795; † 1851)[11]
- 2015: Otto Siebert (* 1919; † 1990)[12]
- 2016: Hans Jahn (* 1926; † 2006)
- 2017: Josef Hauber (* 1766; † 1834)[13]
- 2018: Anna Jäger (* 1899; † 1981)[14]

### Kunstpreise
Auf der Südlichen werden verschiedene Kunstpreise ausgelobt:
- Johann-Georg-Grimm-Preis des Kunstfördervereins, benannt nach dem in Brasilien bekannt gewordenen Immenstädter Maler (2003 und 2004 Vorgängerpreis des Landkreises Oberallgäu), dotiert mit 2.000 Euro
- Der erste Ankauf der Sparkasse Oberallgäu (seit 2004)
- Das kleine Format, Kunstpreis der Privat-Brauerei Zötler, Rettenberg (seit 2005)
- Kunstpreis der Stadt Sonthofen (seit 2011)
- Sonderpreis der Geiger Unternehmensgruppe (seit 2012)
- AÜW-Kunstpreis (seit 2014)

### Preisträger
- 2003: Vorgängerpreis des Landkreises: Stefan Winkler
- 2004: Vorgängerpreis des Landkreises: Magdalena Willems-Pisarek – Der erste Ankauf: Horst Weiß
- 2005: Johann-Georg-Grimm-Preis: Detlev Willand – Der erste Ankauf: Maria Profanter[15] – Das kleine Format: Peter Fischer
- 2006: Johann-Georg-Grimm-Preis: Christoph Finkel – Der erste Ankauf: Elke Matthiesen-Müller – Das kleine Format: Tom Paun
- 2007: Johann-Georg-Grimm-Preis: Willi Tannheimer – Der erste Ankauf: Horst Weiß – Das kleine Format: Franz Meier
- 2008: Johann-Georg-Grimm-Preis: Gunther le Maire – Der erste Ankauf: Franz Meier – Das kleine Format: Bertram Schilling
- 2009: Johann-Georg-Grimm-Preis: Magnus Auffinger – Der erste Ankauf: Magdalena Willems-Pisarek – Das kleine Format: Maria Profanter
- 2010: Johann-Georg-Grimm-Preis: Tom Paun – Der erste Ankauf: Matthias Buchenberg[16] – Das kleine Format: Birgit Hefter
- 2011: Johann-Georg-Grimm-Preis: Peter Steiner – Der erste Ankauf: Gustav G. Erb – Das kleine Format: Horst Weiß – Kunstpreis der Stadt Sonthofen: Hans Friedrich
- 2012: Johann-Georg-Grimm-Preis: Harald Knöckel – Der erste Ankauf: Horst Weiß – Das kleine Format: Gunther le Maire – Sonderpreis der Geiger-Unternehmensgruppe: Michael Vogler
- 2013: Johann-Georg-Grimm-Preis: Nic Albrecht/Matthias Buchenberg – Kunstpreis der Stadt Sonthofen: Arnulf Heimhofer
- 2014: Johann-Georg-Grimm-Preis: Arnulf Heimhofer – Kunstpreis des Landkreises Oberallgäu: Christoph Finkel – Der erste Ankauf: Peter Fleschhut – AÜW-Kunstpreis: Michael Vogler
- 2015: Johann-Georg-Grimm-Preis: Horst Weiß – Kunstpreis des Landkreises Oberallgäu: Waltraud Funk – Der erste Ankauf: Lucia Hiemer – AÜW-Kunstpreis: Ursula Peters

## Schriften
- Johann Georg Grimm (1846–1887): Künstlerkarriere zwischen Allgäu und Brasilien. Eberl, Immenstadt im Allgäu 2006, ISBN 978-3-920269-33-7 (Biografie und Ausstellungskatalog).